# Henrik V. Angleški
Henrik V. Angleški, angleški kralj, * 9. avgust/16. september 1386/1387, Monmouth, Wales, † 31. avgust 1422, Château de Vincennes, Francija.

## Mladost
Henrik V. je bil najstarejši sin angleškega plemiča Henrika Bolingbroka, kasnejšega kralja Henrika IV. in Marije Bohun. Rojen je bil na gradu Monmouth v Walesu. Natančen datum njegovega rojstva ni natanko znan. Za datum in letnico njegove rojstva veljajo: 9. avgust ali 16. september ter letnici 1386 in 1387. V času svoje zgodnje mladosti ni bil v vrsti za prestol, saj je bilo pred njim mnogo drugih morebitnih naslednikov prestola.
Leta 1398 je angleški kralj Rihard II. izgnal njegovega očeta in vzel Henrika v lastno oskrbo. Mladi Henrik je nato kralja spremljal na bojni pohod na Irsko. Naslednje leto pa je njegov oče uspel strmoglaviti nepriljubljenega kralja Riharda II., ki je bil prisiljen odstopiti. Henrikov oče pa je bil z odlokom parlamenta okronan za angleškega kralja. Po očetovem kronanju za kralja je bil imenovan za valižanskega princa in 10. novembra 1399 pa še za vojvodo Lancastera. Njegovi drugi naslovi so bili vojvoda Cornwalla, grof Chestera, in vojvoda Akvitanije. To leto naj bi Henrik več mesecev preživel na univerzi v Oxfordu, kjer je zanj skrbel njegov stric Henry Beaufort, ki je bil takrat rektor univerze.
Komaj štirinajstleten se je že začel vojskovati. Tako je poveljeval delu angleške vojske, ki je bila napotena v Wales, da bi zatrla tamkajšnji upor. Leta 1403 se je skupaj z očetom bojeval v bitki pri Shrewburyju proti valižanskim upornikom. V bitki je bil skoraj ubit, saj ga je v glavo zadela puščica. Po uspešni operaciji so mu jo odstranili, kljub temu pa je dobil trajne brazgotine, ki so služile kot dokaz udejstvovanja v boju.

## Nasledstvo
Vse do leta 1408 je poveljeval angleški vojski v Walesu. Zaradi bolezni njegovega očeta je začel Henrik prevzemati vse večje vlogo pri vladanju. Tako je Henrik januarja 1410 skupaj s stricema Henryjem in Thomason Beaufortom, začel upravljati državo. Ker pa je vodil drugačno notranjo in zunanjo politiko kot njegov oče, je prišel v spor z njim, zato ga kralj novembra izločil iz kraljevega sveta. Henrik IV. je umrl 20. marca 1413. Po njegovi smrti ga je nasledil Henrik, ki je bil 9. aprila 1413 okronan za angleškega kralja.
Henrik V. je dal takoj na začetku vedeti, da bo vladal kot kralj združene dežele. Zato je mnogim starim nasprotnikom njegove očeta oprostil njihove grehe. Tako so jim bili vrnjeni naslovi in premoženje, ki jim je bilo zaplenjeno. Njegov največji domači problem je bila nezadovoljna verska ločina Lolardov, privržencev naukov Johna Wycliffa. Ti so proti njemu 1413 sprožili manjši upor, ki pa ga je Henrik krvavo zatrl. Še največji izziv za njegovo vladavino je prišel leta 1415, ko je skupina angleških plemičev začela pripravljati zaroto, po kateri bi Henrika zamenjali s sinom odstavljenega Riharda II. Zaroto so odkrili in voditelje usmrtili.
Henrik bil je tudi velik promotor angleškega jezika. Tako je v začetku avgusta 1417 začel spodbujati uporabo angleščine v vladi. V času njegove vladavine so izdali prvi standard angleščine in v angleščini začeli zapisovati vse vladne spise. Bil je tudi prvi angleški kralj, ki je po normanski zasedbi Anglije leta 1099 v svoji zasebni korespondenci uporabljal angleščino.

## Nadaljevanje stoletne vojne
Kot vsi njegovi predhodniki je tudi Henrik V. sanjal, da bi združil angleško in francosko krono. V Franciji je v tistem času divjala državljanska vojna zaradi bolnega kralja Karla VI., ki se mu je omračil um. Obe strani v tem spopadu, sta na pomoč obrnile Henriku in mu v zameno za pomoč ponujale dele Francije. Ena od strani je Henriku ponudila meje iz 1369, kar pa je ta zavrnil saj hotel zase pokrajini Normandijo in Anjou ter poroko s Katarino Valois, hčerko francoskega kralja Karla. Francozi so njegove pogoje zavrnili. Zato je Henrik Franciji napovedal vojno pod izgovorom, da je podpirala vstajo v Walesu. Tako je spet obnovil sovražnosti med Anglijo in Francijo, ter tako tudi stoletno vojno.

### Bitka pri Azincourtu
11. avgusta 1415 je angleška flota, ki je štela 1500 ladij odplula čez Rokavski preliv proti Franciji. 13. avgusta se je Henrik izkrcal pri Harfleuru in  začel oblegati mesto. Harfleur je padel 22. septembra. Po osvojitvi Harfleura se je Henrik odločil, da bo s svojo korakal čez francosko podeželje proti Calaisu, ki je bil pod angleško zasedbo. Na pohodu proti Calaisu pa jih je pri vasi Agincourt 25. oktobra prestregla francoska vojska. Kljub temu, da je bila njegova vojska izčrpana, manj številna in podhranjena, je Henrik popeljal svojo vojsko v bitko in odločilno premagal francosko, ki je v bitki pri Agincourtu utrpela hude izgube. Angleške čete, ki so bile večinoma sestavljene iz pešcev in lokostrelcev, so se vkopale za lesenimi ograjami. Angleži so dosegli neverjetno zmago predvsem po zaslugi svojih 6000 lokostrelcev in slabe gibljivosti težko oklepljenih francoskih vitezov po močvirnatem terenu. Padlo je veliko francoskih plemičev, z vrhovnim poveljnikom vred, skupaj okoli 1500 vitezov in 4500 vojakov. Po bitki si je angleška vojska nagrabila toliko plena, da ni bilo mogoče vsega odpeljati v Anglijo.
Po bitki je Henrika obiskal Sigismund Luksemburški, da bi ga prepričal naj omili svoje zahteve do Francije. Medtem ko se je Henrik ukvarjal s pogajanji, je 1416, francoska in  genovska flota blokirala angleško posadko v pristanišču Harfleur. Mesto pa so začeli oblegati tudi s kopnega. Da bi preprečil padec mesta je kralj v Francijo poslal svojega brata Janeza, ki je 14. avgusta odplul iz Beachy Heada. Naslednji dan je bila francosko-genovska flota po sedemurni bitki premagana in s tem je bil Harfleur razbremenjen. Sledil je pomemben diplomatski uspeh, saj je Henriku uspelo z nemškim cesarjem Sigismundom skleniti sporazum iz Canterburyja. V njem je Sigmund priznal angleške zahteve do Francije in sklenil zavezništvo z Anglijo. Sporazum je omogočil tudi dokončni konec zahodnega razkola. Vladarja sta si tudi izmenjala članstvo v viteških redovih, tako je Henrik je Sigmunda sprejel v angleški red podvezice, Sigmund pa Henrika v red zmaja.

### Padec Normandije in sporazum iz Troyesa
Po pomembnem diplomatskem uspehu je Henrik leta 1417 napadel Normandijo, ki so jo Angleži izgubili pred 200 leti. Naprej si je pokoril spodnjo Normandijo in s tem strateško pomembno mesto Rouen odrezal od Pariza, ter ga začel oblegati. Medtem so bili Francozi popolnoma paralizirani, saj so jih pretresali notranji spori med Burgundijo in Armanacom, ki jih je Henrik le še dodatno podpihoval.
Januarja 1419 je Rouen padel in s tem je bila celotna Normandija pod angleškim nadzorom. Do avgusta je angleška vojska napredovala vse do pariškega obzidja. Nadzor nad Parizom je takrat imel vojvoda Burgundije Ivan Neustrašni, ki je 1418  s svojo vojsko zasedel Pariz in se razglasil za kraljevega varuha. Dauphin (prestolonaslednik) Karel je pred zasedbo uspel uiti iz mesta in med pogajanji o predaji Pariza so Ivana na mostu ob mestu Montereau ubili Karlovi možje. Zaradi tega dogodka  je Ivanov naslednik Filip Dobri leta 1420 sklenil zavezništvo z Angleži.
S tem je bil francoski kralj prisiljen v pogajanja. Po šestmesečnih pogajanjih so sklenili sporazum iz Troyesa, v katerem je bil Henrik priznan za naslednika francoskega prestola in obenem imenovan za regenta Francije. V sporazumu je bila  prestolonasledniku Karlu odvzeta pravico do nasledstva. Karel seveda sporazuma ni nikoli priznal in je pravico do nasledstva še naprej zahteval zase. Ko so sporazum potrdili francoski generalni stanovi, je Henrik zasedel tudi Pariz. Omogočena mu je bila tudi poroka s hčerko francoskega kralja. Tako se je 2. junija 1420 poročil z Katarino Valois. Od junija do julija, je Henrikova vojska oblegala in zavzela grad Montereau. Novembra istega leta pa še Melun. Kmalu potem se je Henrik zmagoslavno vrnil v Anglijo.

## Zadnja osvajanja v Franciji in smrt
21. junija 1422 je Henrik odplul nazaj v Francijo na svoj nov bojni pohod, ki pa je bil njegov zadnji. Od julija so njegove čete oblegale in nazadnje osvojile Dreux, ter tako razbremenile zavezniške sile v Chartresu. Oktobra istega leta je njegova vojska pričela oblegati Meaux, ki se je upiral vse do 2. maja 1422. Henrik V. je nepričakovano umrl 31. avgusta 1422, najverjetneje od griže, ki jo je staknil med obleganjem. Pred svojo smrtjo je svojega brata Janeza imenoval za regenta Francije v imenu svojega sina Henrika VI., ki je bil tedaj star komaj nekaj mesecev. Tako Henrik V. ni bil nikoli okronan za francoskega kralja, kot je pričakoval po sporazumu iz Troyesa. Tudi francoski kralj Karel je dva meseca po Henrikovi smrti umrl. Njegova žena Katarina je dala Henrikovo truplo prepeljati v London, kjer so ga 7. septembra 1422 pokopali v  Westminstrski opatiji.

## Zapuščina
Nasledil ga je njegov devetmesečni sin Henrik VI., ki pa je odrasel v pobožnega in odtujenega človeka, ter kot tak za vladanje nespodoben. Njegova nezmožnost vladanja, je sprožila državljansko vojno v Angliji, kasneje znano kot vojna rož. Prav tako so med njegovo vladavino Francozi  pod vodstvo Karla VII. začeli pridobivati pobudo v stoletni vojni in začeli postopoma Angleže potiskati iz Francije. Tako so do leta 1453 so Angleži izgubili večino francoskega ozemlja in so uspeli zadržati le mesto Calais, ki je pod angleško vladavino ostalo vse do leta 1558.
Henrikova zmaga pri Azincourtu, ki je še danes simbol za angleško srednjeveško slavo, je realno Angliji prinesla še večja dolgove in nepotrebno podaljševanje stoletne vojne. Kljub temu pa je Henrik V. v angleško zgodovino zapisan kot ljudski junak, vojak, neporažen vojaški genij, ki je imel poleg vojaških tudi izredne diplomatske sposobnosti. Bil je tudi prvi angleški kralj, ki se je zavedal pomena angleške mornarice.